# Christian Boltanski
Christian Boltanski (Parigi, 6 settembre 1944 – Parigi, 14 luglio 2021) è stato un artista, fotografo e regista francese.
Nato a Parigi da padre di origine Ucraina e da madre corsa, era fratello del sociologo Luc Boltanski. Ha insegnato all'École nationale supérieure des beaux-arts di Parigi e viveva a Malakoff, nella regione dell'Île-de-France, con la moglie Annette Messager, artista anch'essa con la quale saltuariamente collaborava: insieme sono considerati tra i principali artisti contemporanei francesi.
Boltanski è noto soprattutto per le sue installazioni artistiche, anche se lui stesso amava definirsi pittore, pur avendo da tempo abbandonato questo ambito. Il suo lavoro artistico è pervaso dal tema della morte, della memoria e della perdita, per questo numerose sono le creazioni di memoriali degli anonimi e di chi è scomparso.
Nei suoi anni d'esordio i dipinti di Boltanski riguardavano primariamente temi di rilevanza storica; intorno agli anni settanta inizia la ricerca del suo passato attraverso una profonda ricerca introspettiva che gli fornì nuovi spunti per altre opere basate sulla rappresentazione del non-vero e di verità fondamentali. Boltanski ricostruì così la sua infanzia, sfruttando varie tecniche artistiche (video, fotografie, teatro) senza per questo rinunciare alla sua essenza di pittore.
In seguito alla sua morte, i diritti morali dell’artista - di cui le prerogative sono il diritto alla divulgazione, il diritto al rispetto dell’integrità delle sue opere e il diritto alla paternità — sono stati trasmessi a Angelika Markul. 

## Biografia
Christian Boltanski nasce alla fine della Seconda guerra mondiale da padre ebreo e da madre cattolica, per questo è in lui molto vivo il ricordo della Shoah. Ha iniziato a dipingere nel 1958 all'età di 13 anni senza perciò avere una vera formazione artistica, nel senso tradizionale del termine.
Boltanski nel 1967 smette di dipingere per dedicarsi alla sperimentazione e alla scrittura, attraverso lettere e documenti che invia ai grandi artisti dell'epoca, incorporando nella sua opera elementi del suo mondo personale e della sua biografia, reale o immaginaria, che diventano il tema principale dei suoi lavori.
Christian Boltanski è stato scelto per rappresentare la Francia alla Biennale di Venezia del 2011: l'artista ha scelto come curatore Jean-Hubert Martin, ex direttore della Kunsthalle di Berna, del Centre Pompidou di Parigi, del Museo delle arti prime o delle arti e civiltà d'Africa, Asia, Oceania e Americhe del Quai Branly e del Museum Kunst Palast di Düsseldorf, e ora "conservateur du patrimoine". Nel 2009 gli è stato assegnato il Premio De Gaulle-Adenauer, ex aequo con il tedesco Anselm Kiefer.
Nel 2010 al Grand Palais di Parigi, nel contesto della rassegna Monumenta, presenta la sua creazione intitolata People.

### Attività artistica
Boltanski cerca di emozionare attraverso tutte le espressioni artistiche che usa: foto, film, video. I temi principali delle sue opere sono la memoria, l'infanzia, l'inconscio e la morte. Utilizza vari materiali come vecchie fotografie, oggetti trovati, cartone, plastilina, lampade, candele.
Una delle peculiarità di Boltanski è la sua capacità di ricreare momenti di vita con oggetti che non sono mai appartenuti a lui, ma che egli considera come tali. Egli immagina una vita, si riappropria di oggetti e tutti i suoi file, libri e collezioni sono depositarie di ricordi dal forte potere emotivo.
Le opere di Boltanski evocano il ricordo dell'infanzia e quello dei propri morti, una storia personale come la storia di tutti. Nel 1972 intitola una sezione della sua mostra mitologia individuale, un concetto molto rappresentativo della relazione di Boltanski con l'autobiografia.
Boltanski ha messo in evidenza in alcuni dei suoi video le sofferenze patite dagli ebrei durante la Seconda guerra mondiale: essi esprimono senza parole l'orrore della guerra. L'"assenza" è un tema ricorrente nel suo lavoro: i video come le foto sono "presenze", ricordi che fanno rivivere gli assenti.
Christian Boltanski è stato membro di Narrative Art, un movimento che rivendica l'uso della fotografia anche senza testo: il loro rapporto deve essere un rapporto mentale.

## Opere

### Arti visive
- L'Homme qui tousse, 1962
- La chambre ovale, 1967
- Essai de reconstitution (Trois tiroirs), 1970-1956
- Vitrine de référence, 1971
- Les Registres du Grand-Hornu,1977
- Saynètes comiques, 1998
- Composition théâtrale,1989
- Enfants de Dijon, 1986
- Les archives de C.B. 1965-1988, 1989
- Réserve, 2002
- Les Abonnés du téléphone, 2006
- Museo per la memoria di Ustica, 2007

### Mostre
- Documenta 1972 e 1987
- Biennale di Venezia 1986
- Biennale di Parigi 1975
- Terrae Motus, Reggia di Caserta, 1994

### Saggi e cataloghi
- Dominique Radrizzani e Christian Boltanski, Le dessin impossible de Christian Boltanski, Buchet-Chastel, coll. « Les cahiers dessinés », 2010
- Christian Boltanski, Dernières années, Musée d'art moderne de la Ville de Paris, 1998
- Christian Boltanski, Les Suisses morts, Musée cantonal des beaux-arts de Lausanne, 1993
- Boltanski, Centre Pompidou, 1984
- Christian Boltanski, Compositions, ARC-Musée d'art moderne de la Ville de Paris, 1981
- Christian Boltanski, La Vie impossible, Cologne, Walther König éditeur, 2001
- Christian Boltanski, Kaddish, Musée d'art moderne de la Ville de Paris, 1998

## Galleria d'immagini

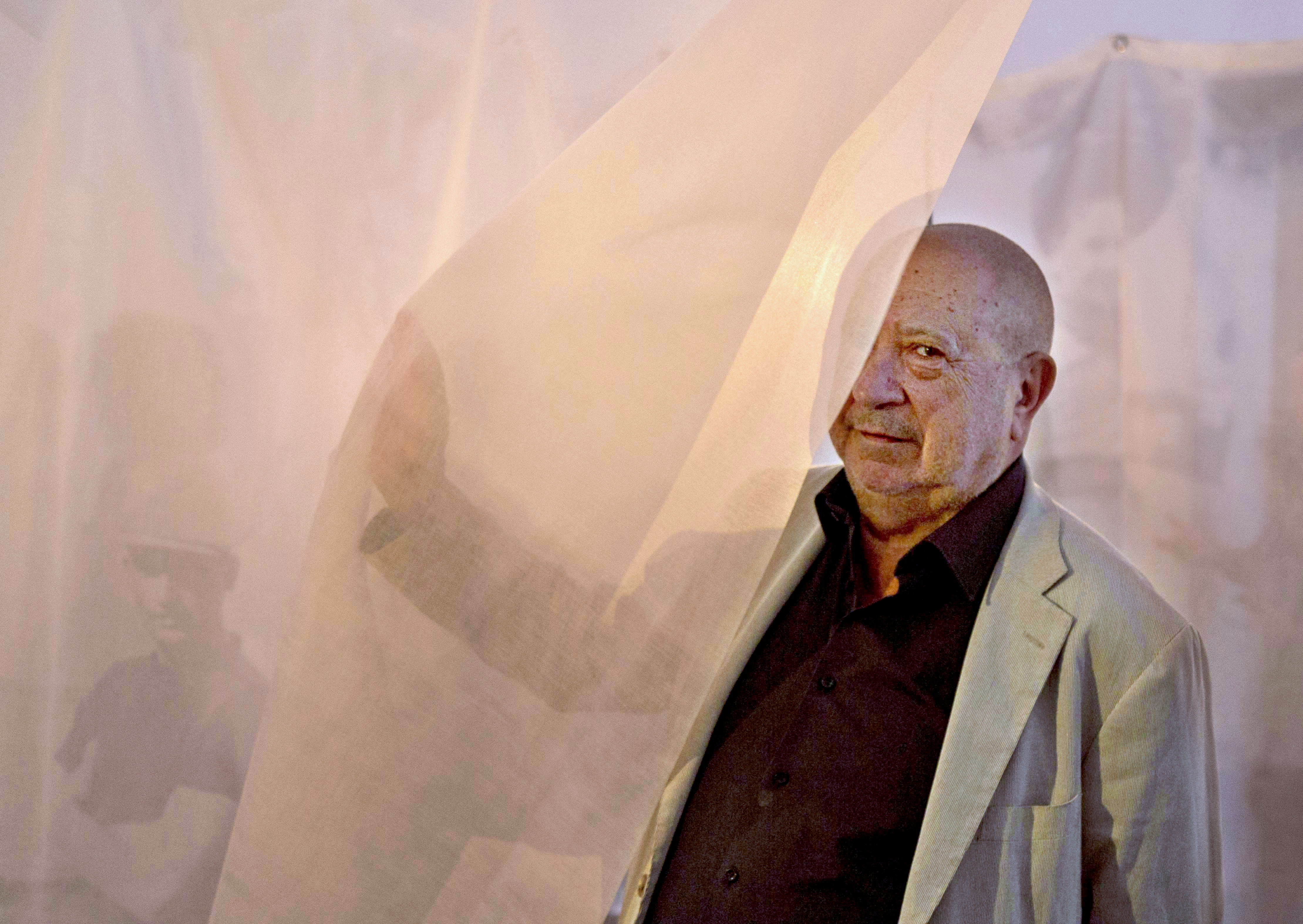
Christian Boltanski - IVAM, 2016
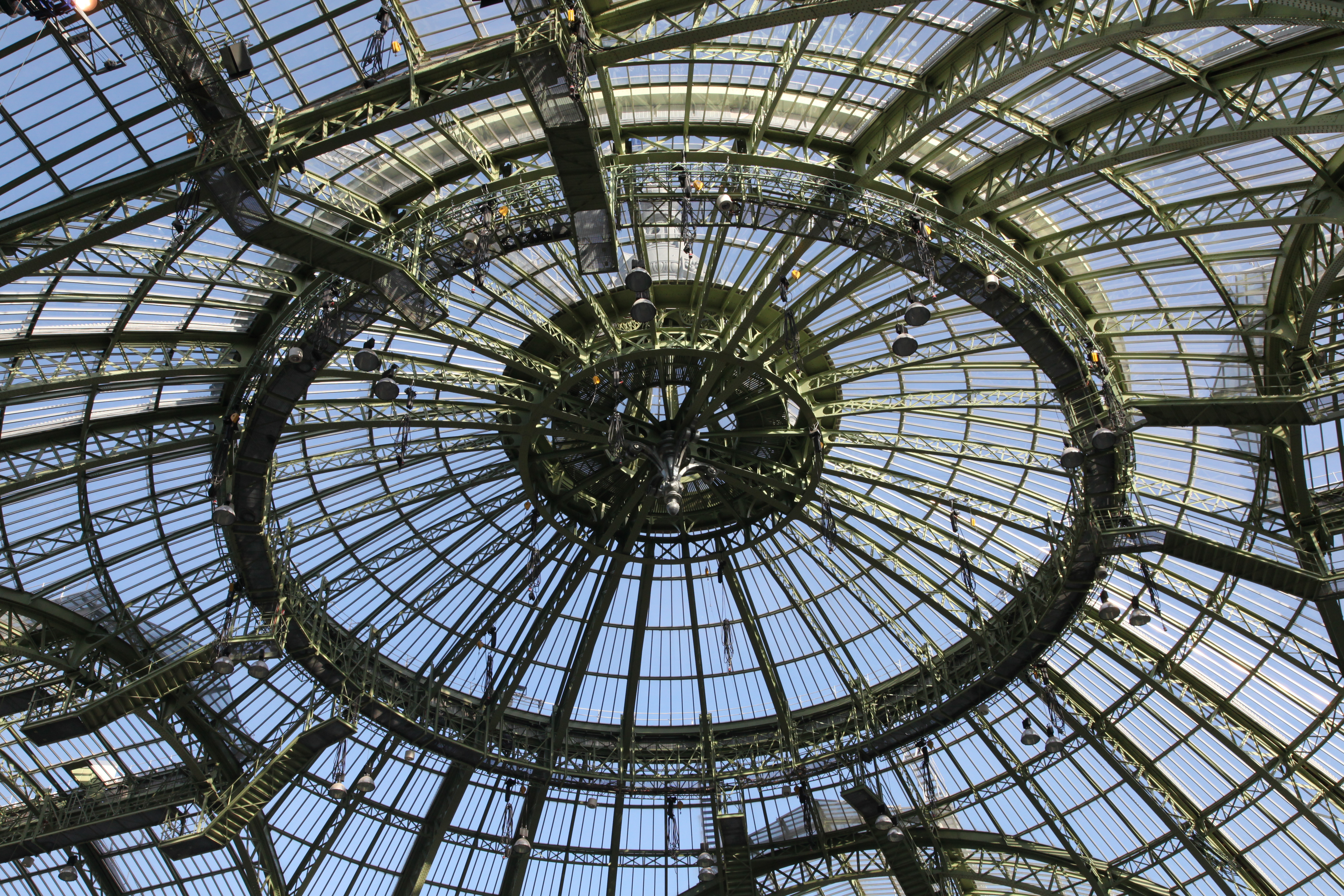
Christian Boltanski - Monumenta 2010
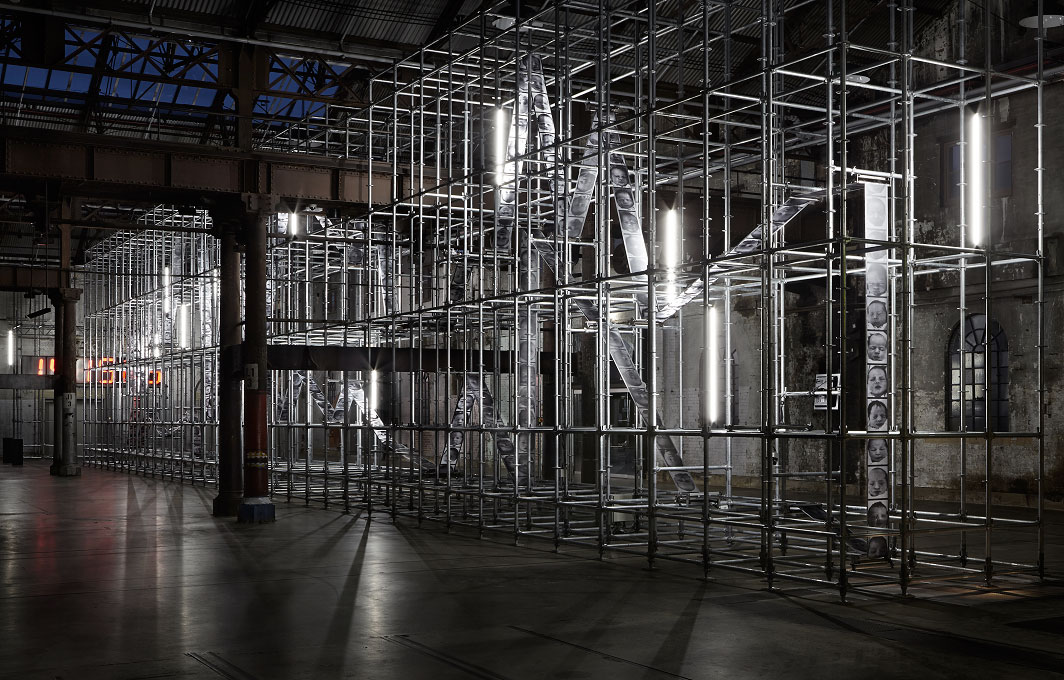
Christian Boltanski Chance, 2014, Carriageworks
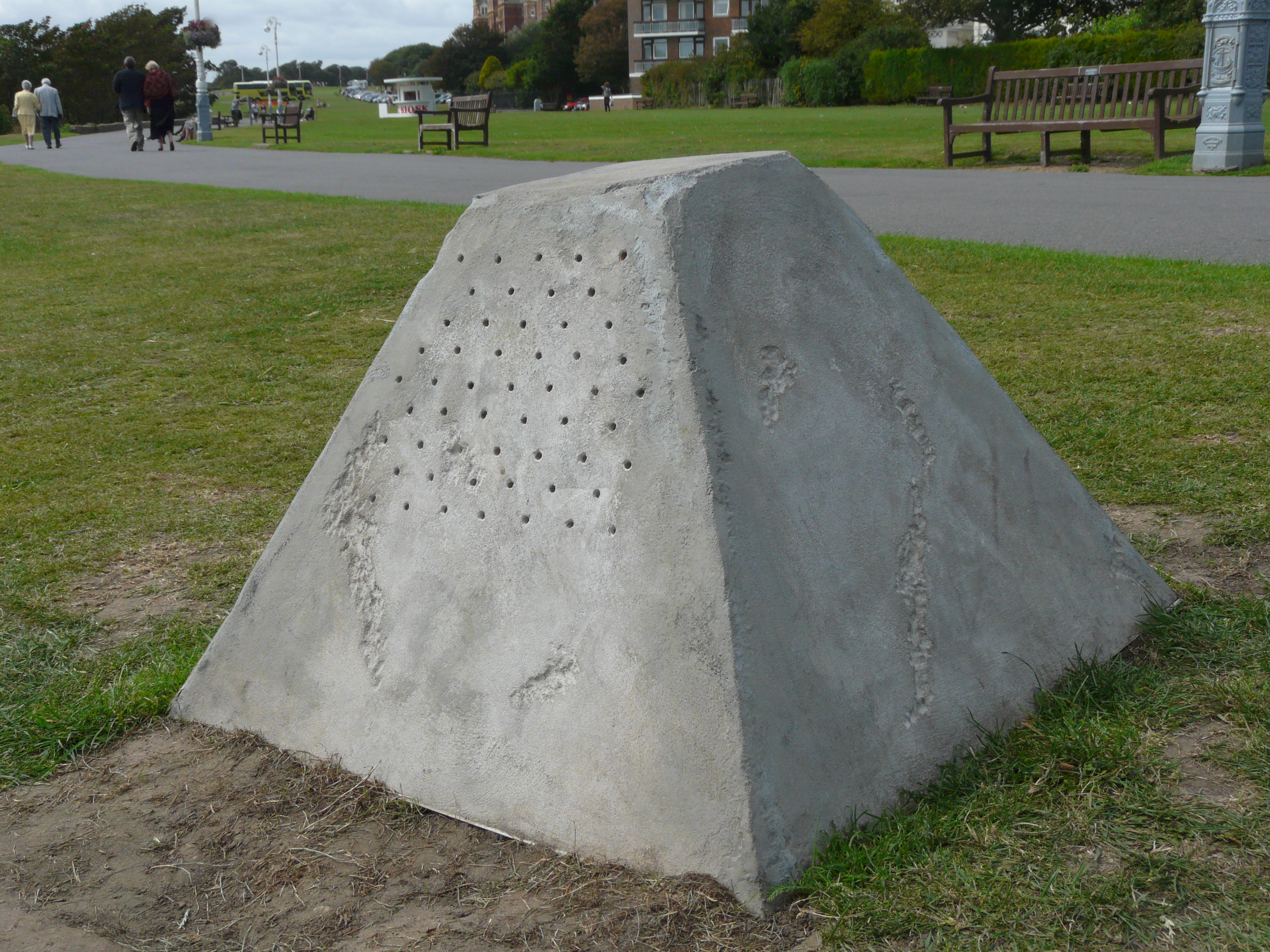
Christian Boltanski sculpture in Folkestone
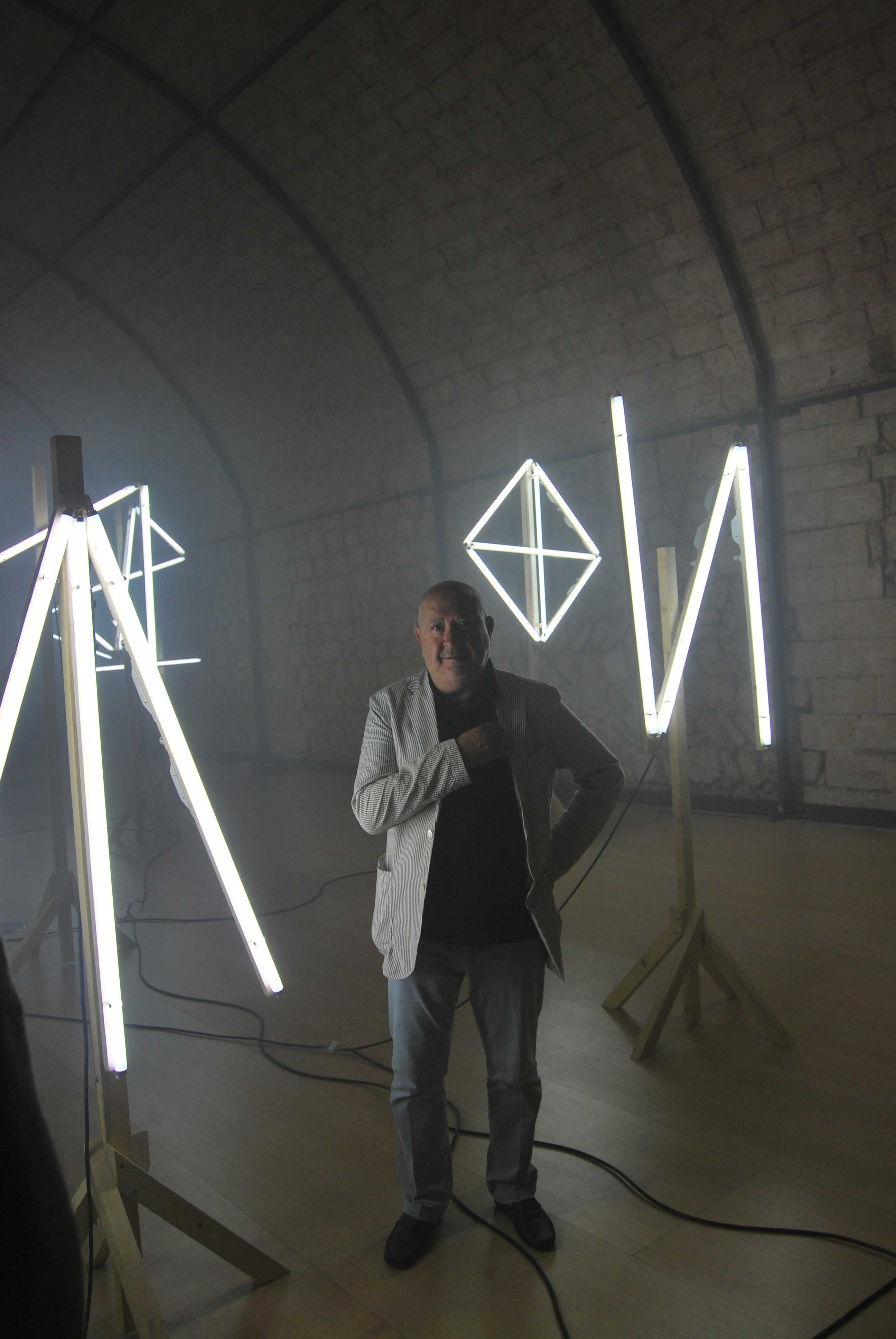
Christian Boltanski: Signatures
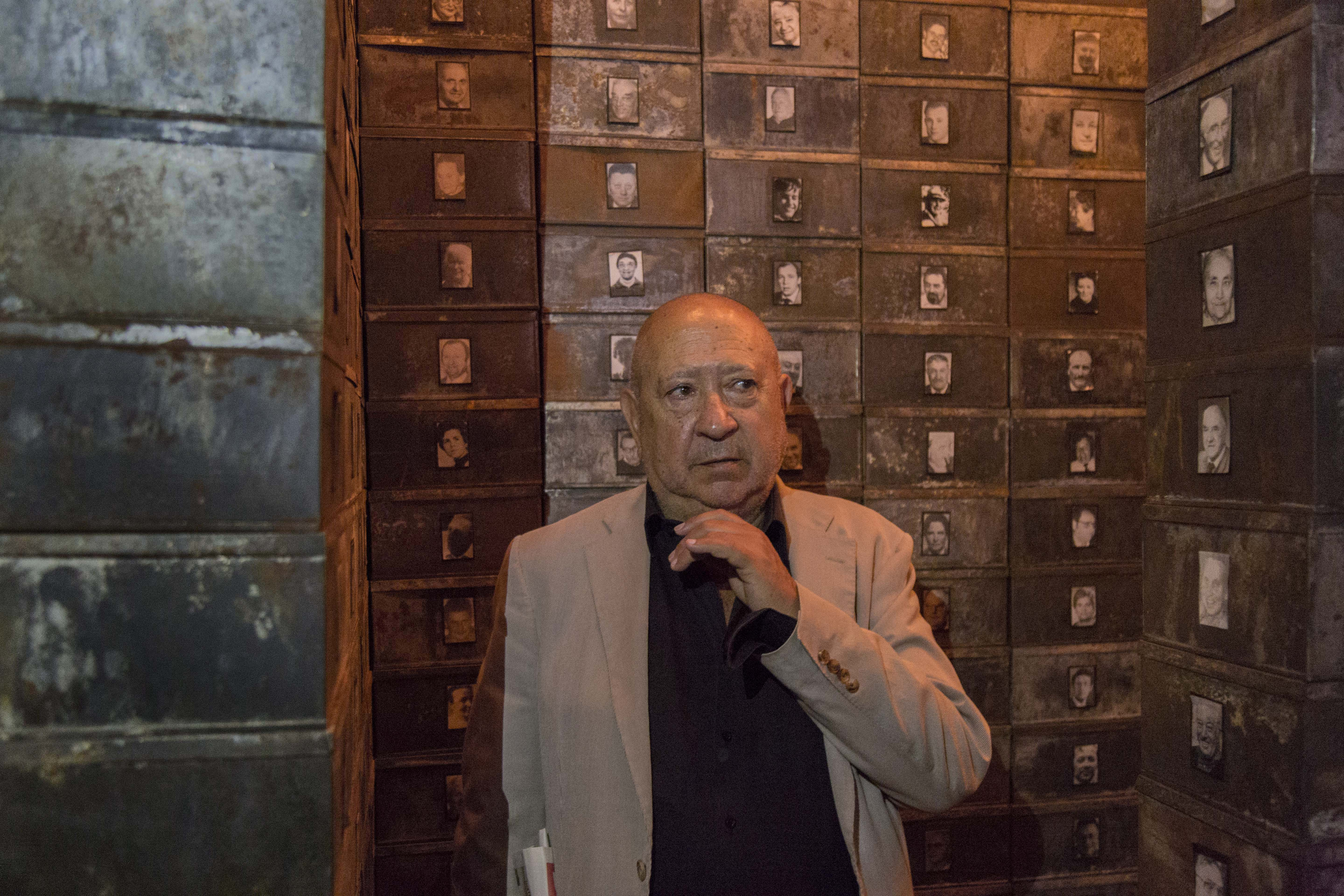
Christian Boltanski
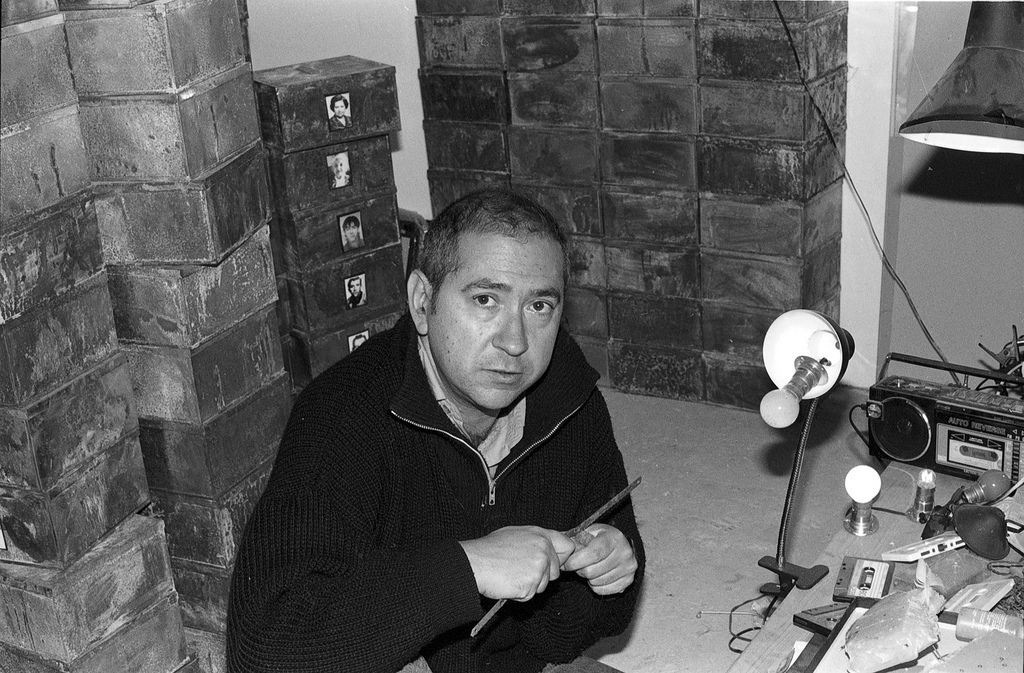
Christian Boltanski, 1990